# Shirley (Nova Iorque)
Shirley é uma Região censo-designada localizada no estado americano de Nova Iorque, no Condado de Suffolk.

## Demografia
Segundo o censo americano de 2000, a sua população era de 25.395 habitantes.

## Geografia
De acordo com o United States Census Bureau tem uma área de 29,6 km², dos quais 28,8 km² cobertos por terra e 0,8 km² cobertos por água.

## Localidades na vizinhança
O diagrama seguinte representa as localidades num raio de 8 km ao redor de Shirley.